# Toyah, Texas
Toyah là một thị trấn thuộc quận Reeves, tiểu bang Texas, Hoa Kỳ. Năm 2010, dân số của thị trấn này là 90 người.

## Dân số
- Dân số năm 2000: 100 người.
- Dân số năm 2010: 90 người.